# Яванское письмо
Яванское письмо, также известно как чаракан (яв. ꦄꦏ꧀ꦱꦫ ꦗꦮ Aksara Jawa) — абугида, используется для яванского языка, в настоящее время вытесняется латиницей.
Происходит из древнеяванского письма кави, которое, в свою очередь, через одну из южноиндийских разновидностей — паллава — восходит к письму брахми.
По принципу письма яванское письмо — абугида, содержит 20 знаков для согласных (по умолчанию означающих слоги, заканчивающиеся на «a»):
ha, na, ca, ra, ka

da, ta, sa, wa, la

pa, dha, ja, ya, nya

ma, ga, ba, tha, nga
Также письменность содержит дополнительные значки для других гласных слогов. Существуют также сокращённые написания согласных в лигатурах, заглавные варианты букв для церемониальных надписей и другие знаки.
В Юникоде поддерживается начиная с версии 5.2 (диапазон A980—A9DF).

## Перечень знаков

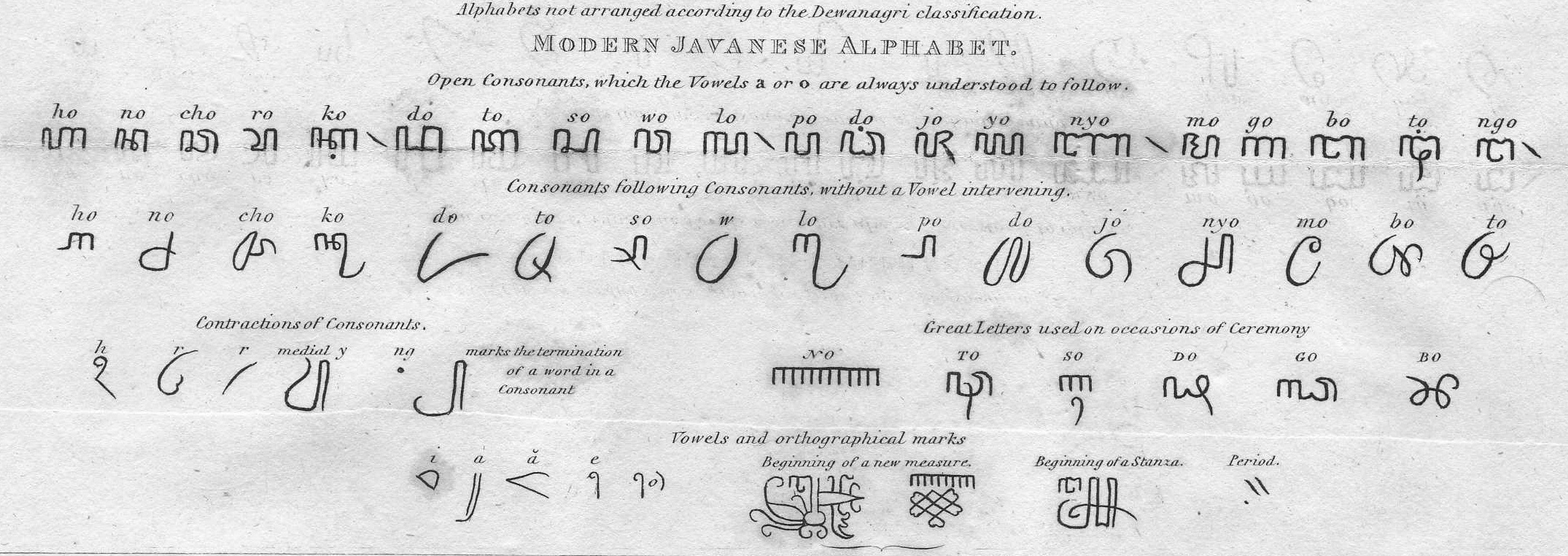
Яванский алфавит, с включением специальных символов

## Сходство междубалийскими яванским письмом
| Javanese Script | Balinese Script  |
| Яванское письмо | Балийское письмо |